# إريك سالكيتش
إريك سالكيتش (بالسلوفينية: Erik Salkić) هو لاعب كرة قدم سلوفيني في مركزي الدفاع، ولد في 10 أبريل 1987 في سيجانا في سلوفينيا. شارك مع منتخب سلوفينيا تحت 21 سنة لكرة القدم. أما مع النوادي، فقد لعب مع أرسنال تولا ونادي أولمبيا ليوبليانا ونادي تابور سيجانا ونادي كوبر.

## وصلات خارجية
- إريك سالكيتش على موقع قاعدة بيانات كرة القدم.إي يو (الإنجليزية)
- إريك سالكيتش على موقع Soccerway.com (الإنجليزية)